# Uniwersytet Rożawski
Uniwersytet Rożawski (kurd. Zanîngeha Rojava, arab. جامعة روجآفا, syr. ܒܝܬ ܨܘܒܐ ܕܪܘܓܐܦܐ) – uniwersytet działający na terenie Autonomicznej Administracji Północnej i Wschodniej Syrii.

## Historia
Uniwersytet został założony w lipcu 2016 z programami nauczania medycyny, inżynierii, nauk ścisłych, artystycznym i humanistycznym. Dodatkowo uczelnia oferuje programy nauczania podstawowego i literatury kurdyjskiej. Uczelnia utrzymuje współpracę z Université Paris 8 Vincennes-Saint-Denis we Francji i California Institute of Integral Studies w San Francisco. W sierpniu uczelnia uruchomiła rejestrację dla studentów na rok akademicki 2016–2017. Ceremonia otwarcia odbyła się 20 listopada 2016.
Od października 2017, drugiego roku akademickiego, uniwersytet dodał program jineologii. 711 studentów studiuje na uniwersytecie sztuki wyzwolone, jineologię, petrochemię, rolnictwo, sztuki piękne i pedagogikę, a kursy prowadzone są w języku kurdyjskim (główny język wykładowy), arabskim i angielskim. W 2019 uczelnia uruchomiła także program, dzięki któremu kobiety mogą nauczyć się przezwyciężać seksizm w rodzinie i społeczeństwie.
W wyniku tureckiej inwazji wojskowej „Gałąź Oliwna” wielu studentom Uniwersytetu w Afrin przydzielono miejsca na Uniwersytecie w Rożawie, aby mogli kontynuować naukę.
W 2020 roku uczelnia ze względu na pandemię COVID-19 przeniosła część zajęć do Internetu.